# Oscar's Greatest Moments
Oscar's Greatest Moments è un documentario del 1992. Qui ci sono grandi star di Hollywood, i momenti più divertenti, discorsi famosi, mode affascinanti ed eccessive, numeri di produzioni sontuosi, le canzoni più popolari e leggendari destinatari dell'onorario di assegnazione, 21 anni di eccellente magia e divertimento. L'Academy of Motion Picture Arts and Sciences presenta, per la prima volta, una straordinaria raccolta di video dei momenti più memorabili di 21 anni di presentazioni televisive degli Academy Awards. Il video mostra l'ultima apparizione di John Wayne e l'accettazione di Charles Chaplin del suo Oscar alla carriera, questa retrospettiva di momenti memorabili va dal 1971 al 1991. Presentatore/ospite l'attore Karl Malden.